# Chiampo (torrente)
Il torrente Chiampo (Cianpo in veneto) è un corso d'acqua della provincia di Vicenza. Dà il nome al comune di Chiampo e alla valle omonima.
Nasce nel monte Gramolon a Crespadoro, attraversa i paesi di Crespadoro, Altissimo, San Pietro Mussolino, Chiampo e Arzignano; nei pressi di Montebello Vicentino riceve l'apporto del Rio Rodegotto e prosegue per il territorio di Gambellara. A monte dell'abitato di San Bonifacio riceve l'apporto del torrente Aldegà. Il corso del Chiampo termina presso San Bonifacio con l'immissione delle sue acque nel torrente Alpone.

## Storia
Fino al XVI secolo le acque del Chiampo confluivano nel Guà in prossimità dell'attuale roggia Fiume vecchio ad Arzignano. Quando le acque rompevano gli argini, queste confluivano nel torrente Aldegà e conseguentemente in parte sul fiume Alpone.
Nel 1525 Verona chiese alla repubblica di Venezia di obbligare Vicenza a ripristinare gli argini in modo che le acque del Chiampo continuassero a defluire nel Guà. Padova si oppose per timore che il ripristino potesse causare dei danni al padovano.
Infine nel 1536 ci fu una sentenza che decise che le acque del Chiampo e dell'Aldegà dovevano confluire nell'Alpone e quindi nell'Adige.